# Caecum derjugini
Caecum derjugini — вид морских брюхоногих моллюсков из семейства Caecidae надсемейства Truncatelloidea отряда Littorinimorpha. Назван в честь российского зоолога К. М. Дерюгина.
Длина раковины до 2,9, диаметр до 0,7 мм; форма практически цилиндрическая, с выпуклой закругленной септой. Окрас раковины белый, серовато-белый или желтоватый; скульптура образована только тонкими концентрическими линиями роста. Вид обитает в Тихом океане у берегов Южного Приморья и у острова Кунашир. Встречается от средней части литорали до глубины около 10 м. Живут в основном под камнями и среди скал на крупнозернистом песке с гравием.